# Calesia thermantis
Calesia thermantis là một loài bướm đêm trong họ Erebidae.